# Radwimps
Radwimps (Eigenschreibweise RADWIMPS; von engl. rad „toll“ und wimps „Feiglinge“) ist eine japanische Rockband und dem Genre des J-Rock zuzuordnen.

## Bandgeschichte
Die Radwimps wurden im Jahr 2001 als fünfköpfige Schülerband gegründet. Sänger Yōjirō Noda und Gitarrist Akira Kuwahara gehörten zu den Gründungsmitgliedern. Ein Jahr später hatten sie ihre ersten Liveauftritte und mit dem Lied Moshi mo gewannen sie bei einem High-School-Festival in Yokohama. Es wurde im Mai 2003 als Debütsingle in einer Auflage von 10.000 Stück veröffentlicht. Beim Indie-Label Newtraxx erschien im selben Jahr auch ihr Debütalbum mit dem Bandnamen als Titel. Damit kamen sie erstmals in die Top 100 der japanischen Oricon-Charts.
Danach standen erst einmal die Schulabschlussprüfungen an und in der Folge trennten sich die Wege der Mitglieder. Nur Yōjirō und Akira führten die Band weiter und mit dem Bassisten Yūsuke Takeda und dem Schlagzeuger Satoshi Yamaguchi entstand die endgültige Formation der Radwimps. Im Sommer 2004 hatten sie mit Kiseki ihre erste Chartsingle und ein Dreivierteljahr später kam auch das zweite Radwimps-Album wieder in die Albumcharts. Daraufhin nahm das Label Toshiba EMI das Quartett im November 2005 unter Vertrag.
Zwei Alben später stand die Band erstmals in den Top 10 der Album- und Singlecharts und ab 2008 erreichten sie regelmäßig vordere Chartplatzierungen. Mit den Songs Order Made (2008) und Dada (2011) standen sie zweimal auf Platz 1 der Charts, dreimal in Folge erreichten sie mit den Alben fünf bis sieben Platz 2. Mehrfach wurden sie mit Gold und Platin ausgezeichnet. 2016 schrieben sie den Filmsoundtrack zum Animationsfilm Your Name. – Gestern, heute und für immer (Kimi no Na wa) und erreichten mit dem Soundtrackalbum zum ersten Mal auch die Spitze der Albumcharts.
Am 11. März 2012 veröffentlichten Radwimps erstmals einen nicht-kommerziellen Gedenksong an das Tōhoku-Erdbeben (bekannt durch Fukushima), das genau ein Jahr zuvor stattgefunden hatte. Auch in den folgenden vier Jahren hielten sie an diesem Datum die Tradition aufrecht und veröffentlichten weitere Songs.
Das offizielle 10-jährige Bandjubiläum begingen die Radwimps 2015 und traten aus diesem Anlass erstmals auch in Deutschland auf.
Am 24. August 2016 veröffentlichten die Radwimps das Soundtrack-Album Your Name. (君の名は。, Kimi no Na wa.), zum gleichnamigen Anime-Film unter der Regie von Makoto Shinkai. Der Film war ein internationaler Erfolg, der den Bekanntheitsgrad der Band weiter steigerte und sie auf Platz zwei der Billboard World Albums brachte. Das Album erreichte außerdem Platz 16 der Billboard Heatseekers Charts und Platz 15 der Billboard Soundtrack Albums Charts. In ihrem Heimatland Japan wurde es von der RIAJ mit Doppelplatin ausgezeichnet, mit über 500.000 verkauften Exemplaren war es das meistverkaufte Album der Band, es gewann den Japan Record Award, den Japan Academy Prize for Outstanding Achievement in Music und Soundtrack Album of the Year bei den 31st Japan Gold Disc Awards.

## Mitglieder

### Aktuelle Besetzung
- Yōjirō Noda (野田 洋次郎; * 5. Juli 1985 in der Präfektur Tokio), Gitarre und Gesang
- Akira Kuwahara (桑原 彰; * 4. April 1985 in Yokohama), Gitarre, Bandleader
- Yūsuke Takeda (武田 祐介; * 24. Mai 1985 in Yokohama), Bass
- Satoshi Yamaguchi (山口 智史; * 20. März 1985 in Yokohama), Schlagzeug

### Ehemalige Mitglieder
- Yūsuke Saiki (斉木祐介) – Rhythmgitarre (2001–2002)
- Kei Asō (朝生恵) – Bass (2001–2002)
- Akio Shibafuji (芝藤昭夫) – Schlagzeug (2001–2002)

## Diskografie

### Alben
| Jahr | Titel                                                                                           | Höchstplatzierung, Gesamtwochen, AuszeichnungChartsChartplatzierungen (Jahr, Titel, Platzierungen, Wochen, Auszeichnungen, Anmerkungen) | Anmerkungen                                                                   |
| Jahr | Titel                                                                                           | JP | Anmerkungen                                                                   |
| ---- | ----------------------------------------------------------------------------------------------- | --- | ----------------------------------------------------------------------------- |
| 2003 | Radwimps                                                                                        | JP86 Gold · (98 Wo.)JP | Erstveröffentlichung: 7. März 2003                                            |
| 2005 | Radwimps 2 – Hatten Tojō (Radwimps 2 〜発展途上〜)                                              | JP80 (106 Wo.)JP | Erstveröffentlichung: 3. März 2005                                            |
| 2006 | Radwimps 3 – Mujintō ni Motte Ikiwasureta Ichimai (Radwimps 3 〜無人島に持っていき忘れた一枚〜) | JP13 Platin · (161 Wo.)JP | Erstveröffentlichung: 2. März 2006                                            |
| 2006 | Radwimps 4 – Okazu no Gohan (Radwimps 4 おかずのごはん)                                         | JP5 Platin · (178 Wo.)JP | Erstveröffentlichung: 12. März 2006                                           |
| 2009 | Altocolony no Teiri (アルトコロニーの定理)                                                      | JP2 Platin · (63 Wo.)JP | Erstveröffentlichung: 3. März 2009                                            |
| 2011 | Zettai Zetsumei (絶対絶命)                                                                      | JP2 Platin · (50 Wo.)JP | Erstveröffentlichung: 9. März 2011                                            |
| 2013 | Batsu to Maru to Tsumi to (×と○と罪と)                                                          | JP2 Platin · (31 Wo.)JP | Erstveröffentlichung: 12. März 2013                                           |
| 2016 | Ningen kaika (人間開花)                                                                         | JP1 Platin · (49 Wo.)JP | Erstveröffentlichung: 11. März 2016                                           |
| 2016 | Kimi no Na wa (君の名は。)                                                                      | JP1 ×2Doppelplatin · (99 Wo.)JP | Erstveröffentlichung: 24. August 2016 Soundtrack                              |
| 2017 | Radwimps Live Album (Human Bloom Tour 2017)                                                     | JP38 (4 Wo.)JP | Erstveröffentlichung: 10. März 2017                                           |
| 2018 | Anti Anti Generation                                                                            | JP1 Gold · (41 Wo.)JP | Erstveröffentlichung: 12. März 2018                                           |
| 2019 | Tenki no Ko (天気の子)                                                                          | JP2 Gold · (53 Wo.)JP | Erstveröffentlichung: 19. Juli 2019 inkl. 23 Chartwochen der Complete Version |
| 2020 | Summer Blame                                                                                    | JP4 (11 Wo.)JP | Erstveröffentlichung: 2. September 2020 EP                                    |
| 2021 | 2+0+2+1+3+1+1= 10 years 10 songs                                                                | JP3 (12 Wo.)JP | Erstveröffentlichung: 11. März 2021                                           |
| 2021 | Forever Daze                                                                                    | JP3 (9 Wo.)JP | Erstveröffentlichung: 23. November 2021                                       |
| 2022 | 10 Years Left ~ Original Soundtrack ~                                                           | JP30 (4 Wo.)JP | Erstveröffentlichung: 4. März 2022                                            |

### Singles
| Jahr | Titel Album | Höchstplatzierung, Gesamtwochen, AuszeichnungChartsChartplatzierungen (Jahr, Titel, Album, Platzierungen, Wochen, Auszeichnungen, Anmerkungen) | Anmerkungen |
| Jahr | Titel Album | JP | Anmerkungen |
| ---- | --- | --- | --- |
| 2003 | Moshi mo (もしも) Radwimps                                                                                             | — | Erstveröffentlichung: 2003 |
| 2004 | Kiseki (祈跡) Radwimps 2                                                                                               | JP126 (25 Wo.)JP | Erstveröffentlichung: 7. Juni 2004 |
| 2005 | Hekkushun / Kanashi (へっくしゅん/愛し) Radwimps 3                                                                     | JP45 Gold (Mobile Downloads) · (9 Wo.)JP | Erstveröffentlichung: 5. Juni 2005 |
| 2005 | Nijūgoko-me no Senshokutai (25コ目の染色体) Radwimps 2                                                                 | — | Erstveröffentlichung: 11. Juni 2005 |
| 2006 | EDP – Tonde Hi ni iru Natsu no Kimi (イーディーピー～飛んで火に入る夏の君～) Radwimps 3                                | JP32 (4 Wo.)JP | Erstveröffentlichung: 1. Juni 2006 |
| 2006 | Futarigoto (ふたりごと) Radwimps 4                                                                                     | JP16 (16 Wo.)JP | Erstveröffentlichung: 5. Juni 2006 |
| 2006 | Yūshinron (有心論) Radwimps 4                                                                                          | JP13 Platin (Mobile Downloads) + Gold (Streaming) · (16 Wo.)JP                                                                                 | Erstveröffentlichung: 7. Juni 2006 |
| 2006 | Setsuna Rensa (セツナレンサ) Radwimps 4                                                                                | JP4 Gold (Mobile Downloads) · (5 Wo.)JP | Erstveröffentlichung: 11. Juni 2006 |
| 2008 | Order Made (オーダーメイド, Ōdā Meido) Altocolony no Teiri                                                             | JP1 Gold + Gold (Mobile Downloads) · (14 Wo.)JP                                                                                                | Erstveröffentlichung: 1. Juni 2008 |
| 2010 | Manifesto (マニフェスト) –                                                                                             | JP2 Gold (Mobile Downloads) · (11 Wo.)JP | Erstveröffentlichung: 6. Juni 2010 |
| 2010 | Keitai Denwa (携帯電話) Zettai Zetsumei                                                                                | JP3 (9 Wo.)JP | Erstveröffentlichung: 6. Juni 2010 |
| 2011 | Dada Zettai Zetsumei                                                                                                   | JP1 Gold · (10 Wo.)JP | Erstveröffentlichung: 1. Juni 2011 |
| 2011 | Kyōshinshō (狭心症) Zettai Zetsumei                                                                                    | JP2 Gold · (8 Wo.)JP | Erstveröffentlichung: 2. Juni 2011 |
| 2012 | Sprechchor (シュプレヒコール, Shupurehikōru) –                                                                         | JP4 (12 Wo.)JP | Erstveröffentlichung: 8. Juni 2012 |
| 2013 | Dreamer’s High (ドリーマーズ・ハイ, Dorīmāzu Hai) Batsu to Maru to Tsumi to                                            | JP6 (10 Wo.)JP | Erstveröffentlichung: 3. Juni 2013 |
| 2013 | Gogatsu no Hae / Last Virgin (五月の蝿 / ラストバージン) Batsu to Maru to Tsumi to                                     | JP3 Gold (Streaming) · (6 Wo.)JP | Erstveröffentlichung: 16. Oktober 2013 |
| 2015 | Picnic (ピクニック, Pikunikku) –                                                                                       | JP7 (6 Wo.)JP | Erstveröffentlichung: 10. Juni 2015 |
| 2015 | Kigou Toshite / ’I’ Novel (記号として / ‘I’ Novel) Human Bloom                                                         | JP13 (10 Wo.)JP | Erstveröffentlichung: 25. November 2015 |
| 2017 | Saihate Ai ni (君の名は。) English edition (Dream Lantern / Zenzenzense / Sparkle / Nandemonaiya) Anti Anti Generation | JP6 ×2Gold (Digital) + Doppelplatin (Movie Version) · (12 Wo.)JP                                                                               | Erstveröffentlichung: 22. Februar 2017 · + JP: Platin (Dream Lantern), +JP: Gold (君の名は。), JP: Gold (Streaming – Sparkle), + JP: Gold (Streaming – Dream Lantern) |
| 2017 | Sennō (サイハテアイニ/洗脳, Brainwashing) Anti Anti Generation                                                         | JP2 Gold (Digital) · (10 Wo.)JP | Erstveröffentlichung: 10. Mai 2017 |
| 2018 | Mountain Top / Shape Of Miracle Anti Anti Generation                                                                   | JP10 (11 Wo.)JP | Erstveröffentlichung: 21. Februar 2018 |
| 2018 | Catharsis (カタルシスト) Anti Anti Generation                                                                          | JP5 (8 Wo.)JP | Erstveröffentlichung: 6. Juni 2018 |
| 2021 | Blame Summer Blame Summer (EP)                                                                                         | — | Erstveröffentlichung: 2021 |
| 2021 | Iron Feather Forever Daze                                                                                              | — | Erstveröffentlichung: 2021 |
| 2021 | Twilight Forever Daze                                                                                                  | — | Erstveröffentlichung: 2021 |
| 2021 | Utakata-Uta Forever Daze                                                                                               | — | Erstveröffentlichung: 2021 |
| 2022 | Suzume (すずめ) – | JP— Platin (Streaming)JP | Erstveröffentlichung: 2022 feat. Toaka |
| 2022 | Kanata Haluka (カナタハルカ) –                                                                                         | JP— Platin (Streaming)JP | Erstveröffentlichung: 2022 |
| 2023 | Dai-Dan-En (大団円) –                                                                                                  | — | Erstveröffentlichung: 2023 feat. Zorn |
| 2024 | Seikai (正解) – | JP15 (4 Wo.)JP | Erstveröffentlichung: 28. Februar 2024 |

Weitere Lieder
- 2006: 05410-(ん, mm) (JP: Gold (Digital), JP: Platin (Streaming))
- 2006: Me Me She (JP: Gold (Mobile Downloads), JP: Platin (Streaming))
- 2006: Saidai Kōyakusū (最大公約数, The Greatest Common Denominato) (JP: Platin (Digital), JP: Gold (Streaming))
- 2006: Iin desu ka? (いいんですか？, Is It Okay?) (JP: Gold (Mobile Downloads), JP: Gold (Streaming))
- 2009: Oshakashama (おしゃかしゃま) (JP: Gold (Mobile Downloads), JP: Gold (Streaming))
- 2011: Kimi to Hitsuji to Ao (君と羊と青, You, a Sheep and Blue) (JP: Platin (Digital), JP: Platin (Streaming))
- 2013: Kaishin no Ichigeki (会心の一撃, A Hit of Satisfaction) (JP: Gold (Digital), JP: Platin (Streaming))
- 2016: Zenzenzense (前前前世, Past Past Past Life) (Movie Version) (JP: Diamant (Digital), JP: Gold (Streaming))
- 2016: Nandemonaiya (なんでもないや, Never Mind) (JP: ×3Dreifachplatin (Digital) )
- 2016: Nandemonaiya (なんでもないや, Never Mind) (Movie Version) (JP: ×2Doppelplatin (Digital) , JP: Gold (Streaming))
- 2016: Zenzenzense (前前前世, Past Past Past Life) (Original Version) (JP: Gold (Digital), JP: Gold (Streaming))
- 2016: 棒人間, Stickman (JP: Gold (Digital))
- 2016: スパークル (JP: Gold (Streaming))
- 2018: そっけない, I don’t like it (JP: Gold (Digital), JP: Gold (Streaming))
- 2018: 正解, Correct Answer (18FES Version) (JP: Gold (Digital), JP: Gold (Streaming))
- 2019: 大丈夫, No problem (JP: Gold (Digital))
- 2019: グランドエスケープ, Grand Escape (Movie edit) feat. Toko Miura (JP: Platin (Digital), JP: Gold (Streaming))
- 2019: Is There Still Anything That Love Can Do? (愛にできることはまだあるかい) (JP: Platin (Digital), JP: Gold (Streaming))
- 2020: トレモロ, Tremolo (JP: Gold (Streaming))
- 2020: セプテンバーさん, Mr. September (JP: Platin (Streaming))
- 2020: Futari no Koto (ふたりごと ～一生に一度のワープ) Version～ (JP: Gold (Streaming))
- 2022: Urubito (うるうびと) (JP: Gold (Streaming))

### Videoalben
| Jahr | Titel                                        | Höchstplatzierung, Gesamtwochen, AuszeichnungChartsChartplatzierungen (Jahr, Titel, Platzierungen, Wochen, Auszeichnungen, Anmerkungen) | Anmerkungen                             |
| Jahr | Titel                                        | JP | Anmerkungen                             |
| ---- | -------------------------------------------- | --- | --------------------------------------- |
| 2007 | Radwimps 4.5                                 | JP1 (36 Wo.)JP | Erstveröffentlichung: 2. Februar 2007   |
| 2007 | Raw Spring Roll                              | JP2 Gold · (86 Wo.)JP | Erstveröffentlichung: 7. Februar 2007   |
| 2012 | Zettai Enmei (絶体延命) Desperate Survival   | JP1 (20 Wo.)JP | Erstveröffentlichung: 11. Januar 2012   |
| 2014 | Radwimps Live & Document 2014 "×, ○ and You" | JP1 (16 Wo.)JP | Erstveröffentlichung: 12. Februar 2014  |
| 2016 | Blue and Mememe                              | JP3 (15 Wo.)JP | Erstveröffentlichung: 9. Februar 2016   |
| 2017 | Radwimps Hesonoo Documentary Film DVD        | JP3 (11 Wo.)JP | Erstveröffentlichung: 18. Januar 2017   |
| 2017 | Radwimps Live DVD [Human Bloom Tour 2017]    | JP2 (22 Wo.)JP | Erstveröffentlichung: 7. Februar 2017   |
| 2017 | "Your Name Is", DVD Standard Edition         | JP1 (133 Wo.)JP | Erstveröffentlichung: 26. Juli 2017     |
| 2018 | "Your Name Is" Orchestra Concert [DVD]       | JP17 (3 Wo.)JP | Erstveröffentlichung: 4. Februar 2018   |
| 2018 | Road to Catharsis Tour 2018                  | JP2 (11 Wo.)JP | Erstveröffentlichung: 12. Dezember 2018 |
| 2020 | Anti Anti Generation Tour 2019               | JP5 (16 Wo.)JP | Erstveröffentlichung: 18. März 2020     |
| 2023 | Forever in the Daze Tour 2021–2022           | JP5 (3 Wo.)JP | Erstveröffentlichung: 19. April 2023    |
| 2024 | Back to the Live House Tour 2023             | JP5 (8 Wo.)JP | Erstveröffentlichung: 3. April 2024     |

## Auszeichnungen für Musikverkäufe
Anmerkung: Auszeichnungen in Ländern aus den Charttabellen bzw. Chartboxen sind in ebendiesen zu finden.
| Land/RegionAuszeichnungen für Musikverkäufe (Land/Region, Auszeichnungen, Verkäufe, Quellen) | Gold       | Platin       | Diamant  | Verkäufe  | Quellen            |
| -------------------------------------------------------------------------------------------- | ---------- | ------------ | -------- | --------- | ------------------ |
| Japan (RIAJ)                                                                                 | 42× Gold42 | 28× Platin28 | Diamant1 | 8.750.000 | riaj.or.jp JP2 JP3 |
| Insgesamt                                                                                    | 42× Gold42 | 28× Platin28 | Diamant1 |           |                    |

### Tourneen
- Radwimps Haruna Tour (RADWIMPSはるなっTOUR) (2005)
- Radwimps to Iku Mujintō Tour Nisengohyaku-en? Drink-dai wa Betto Itadakimasu. (RADWIMPSと行く無人島ツアー2500円? ドリンク代は別途頂きます。) (2006)
- September Niisan (セプテンバーにぃさん) (2006)
- Sonata to Iku Fuyu no Tour (ソナタと行く冬のツアー) (2006)
- Tour 2007 "Harumaki" (TOUR 2007 "春巻き") (2007)
- Radwimps "Iru Tokoro Nii Tour 09" (RADWIMPS "イルトコロニー TOUR 09") (2009)[3]
- Radwimps Zettai Enmei Tour (RADWIMPS 絶対延命ツアー) (2011)[4]
- RADWIMPS GRAND PRIX (2014)
- RADWIMPS 2015 Asia-Europe Live Tour (2015)[5]
- Human Bloom Tour (2017)[6]
- RADWIMPS Asia Live Tour (2017)[7]
- Road to Catharsis Tour (2018)[8]
- RADWIMPS Asia Live Tour (2018)[9]
- Anti Anti Generation Tour (2019)[10]
- Forever in the Daze Tour (2021–2022)[11]
- RADWIMPS North American Tour (2023)[12]
- RADWIMPS European Tour (2023)[13]

## Auszeichnungen und Nominierungen
- Newtype Anime Awards[14]
  - 2016: Bester Filmsoundtrack (nominiert)
  - 2016: Bestes Filmlied für Zenzenzense (nominiert)
- Awards of the Japanese Academy[15]
  - 2017: Beste Filmmusik (gewonnen)
- Japan Gold Disc Awards[16]
  - 2017: Bester Soundtrack (gewonnen)
  - 2017: Best 5 Songs by Download für Zenzenzense und Nandemonaiya (gewonnen)